# Average True Range
ATR (ang. Average True Range) - jest jednym ze wskaźników analizy technicznej. Służy do mierzenia zmienności (najczęściej zmienności ceny) wybranego waloru lub indeksu (akcji, kontraktów terminowych i innych).

## Definicja
ATR definiowany jest dla założonego okresu T jako średnia z rzeczywistego zakresu zmian (tzw. TR, ang. True Range), gdzie TR to największa wartość (co do modułu) z:
- różnicy między wartością maksymalną i minimalną w danym okresie t,
- różnicy między ostatnią wartością w poprzednim okresie t a wartością maksymalną w danym okresie t,
- różnicy między ostatnią wartością w poprzednim okresie t a wartością minimalną w danym okresie t,

Okres t jest tożsamy z pojedynczą świecą na wykresie (np. godzinową, dzienną) do obliczenia TR, a T to ilość świec branych do obliczenia średniej ATR.

## Zastosowanie
Wskaźnik ATR jest używany do podejmowania decyzji o zajęciu bądź zamknięciu pozycji w danym walorze. Wykorzystywany jest często w systemach transakcyjnych zajmujących pozycje zgodne z trendem. Zmiana ceny waloru o pewną krotność wskaźnika ATR jest uznawana za wybicie z trendu bocznego i może być wykorzystana jako sygnał kupna lub sprzedaży.